# Elecciones municipales de Piura de 1980
Las elecciones municipales de Piura de 1980 se llevaron a cabo el 23 de noviembre de 1980 para elegir al alcalde y al Concejo Provincial de Piura para el periodo 1981-1983. La elección se celebró simultáneamente con elecciones municipales en todo el país. Fueron las primeras elecciones municipales en la provincia desde 1966, tras 12 años de gobierno militar.

## Sistema electoral
La Municipalidad Provincial de Piura es el órgano administrativo y de gobierno de la provincia de Piura. Está compuesta por el alcalde y el Concejo Provincial.
La votación del alcalde y el concejo se realiza en base al sufragio universal, que comprende a todos los ciudadanos nacionales mayores de dieciocho años, empadronados y residentes en la provincia de Piura y en pleno goce de sus derechos políticos, así como a los ciudadanos no nacionales residentes y empadronados en la provincia de Piura.
El Concejo Provincial de Piura está compuesto por 19 regidores elegidos por sufragio directo para un período de tres (3) años, en forma conjunta con la elección del alcalde (quien lo preside). La votación es por lista cerrada y bloqueada. Se asigna a la lista ganadora los escaños según el método d'Hondt. Es elegido como alcalde el candidato que ocupe el primer lugar de la lista que haya obtenido la más alta votación.

## Partidos y candidatos
A continuación se muestra una lista de los principales partidos y alianzas electorales que participaron en las elecciones:
| Candidatura | Candidatura | Partidos y alianzas | Candidatos | Candidatos                 | Ideología                                               | Ref. |
| ----------- | ----------- | --- | ---------- | -------------------------- | ------------------------------------------------------- | ---- |
|             | APRA        | Lista - Partido Aprista Peruano (APRA) |            | Rosa Gulman de Santa María | Aprismo                                                 |      |
|             | AP          | Lista - Acción Popular (AP) |            | Francisco Hilbck Eguiguren | Humanismo Nacionalismo cívico Reformismo                |      |
|             | IU          | Lista - Izquierda Unida (IU) – Unión de Izquierda Revolucionaria (UNIR) – Unidad Democrático Popular (UDP) – Partido Socialista Revolucionario (PSR) – Partido Comunista Revolucionario (PCR) – Partido Comunista Peruano (PCP) – Frente Obrero Campesino Estudiantil y Popular (FOCEP) |            | Eriberto Arroyo Mío        | Marxismo-leninismo Mariateguismo Socialismo democrático |      |
|             | IND         | Lista - Lista Independiente N° 3 |            | Víctor Castro García       | Localismo piurano                                       |      |
|             | IND         | Lista - Lista Independiente N° 5 |            | Alejandro Alberdi Carrión  | Localismo piurano                                       |      |

## Resultados

### Sumario general
|                        |                                |              |              |              |           |           |
| Partidos y coaliciones | Partidos y coaliciones         | Voto popular | Voto popular | Voto popular | Regidores | Regidores |
| Partidos y coaliciones | Partidos y coaliciones         | Votos        | %            | ±pp          | Total     | +/−       |
|                        | Acción Popular (AP)            | 29,881       | 36.72        | n/a          | 7         | n/a       |
|                        | Izquierda Unida (IU)           | 22,897       | 28.14        | n/a          | 5         | n/a       |
|                        | Partido Aprista Peruano (APRA) | 16,889       | 20.76        | n/a          | 4         | n/a       |
|                        | Lista Independiente N° 5       | 11,498       | 14.13        | n/a          | 3         | n/a       |
|                        | Lista Independiente N° 3       | 206          | 0.25         | n/a          | 0         | n/a       |
|                        |                                |              |              |              |           |           |
| Total                  | Total                          | 81,371       |              |              | 19        | n/a       |
|                        |                                |              |              |              |           |           |
| Votos válidos          | Votos válidos                  | 81,371       | 85.37        | n/a          |           |           |
| Votos en blanco        | Votos en blanco                | 4,920        | 5.16         | n/a          |           |           |
| Votos nulos            | Votos nulos                    | 9,024        | 9.47         | n/a          |           |           |
| Votos emitidos         | Votos emitidos                 | 95,315       | 78.99        | n/a          |           |           |
| Abstenciones           | Abstenciones                   | 25,350       | 21.01        | n/a          |           |           |
| Votantes registrados   | Votantes registrados           | 120,665      |              |              |           |           |
|                        |                                |              |              |              |           |           |
| Fuente:                |                                |              |              |              |           |           |

## Elecciones municipales distritales

### Resultados por distrito
La siguiente tabla enumera el control de los distritos de la provincia de Piura.
| Distrito               | Alcalde(sa) electo(a)          | Partido político | Partido político          |
| ---------------------- | ------------------------------ | ---------------- | ------------------------- |
| Bellavista de la Unión | Juan Paiva Nunura              |                  | Acción Popular            |
| Bernal                 | Augusto Ayala Pingo            |                  | Lista Independiente N° 17 |
| Castilla               | Engelberto Zurita Peña         |                  | Acción Popular            |
| Catacaos               | Francisco Castro Vílchez       |                  | Izquierda Unida           |
| Cristo Nos Valga       | Carlos Ayala Gómez             |                  | Lista Independiente N° 15 |
| Cura Mori              | Jorge Carrasco Prado           |                  | Izquierda Unida           |
| El Tallán              | Juan Macalupú Mendoza          |                  | Acción Popular            |
| La Arena               | José Raymundo Inga             |                  | Izquierda Unida           |
| La Unión               | Raúl Zapata Carrera            |                  | Izquierda Unida           |
| Las Lomas              | Rodrigo Calle Zavala           |                  | Acción Popular            |
| Rinconada-Llícuar      | Gregorio Antón Bancayán        |                  | Lista Independiente N° 23 |
| Sechura                | Enrique Arrunátegui Noblecilla |                  | Partido Aprista Peruano   |
| Tambo Grande           | Isidoro Palacios Rojas         |                  | Acción Popular            |
| Vice                   | Mariano Álvarez Querevalú      |                  | Partido Aprista Peruano   |